# Kuppeltelt
Et kuppeltelt er en teltform.
Kuppelteltet er i grundprincippet opbygget af en teltdug der, støttet af teltstængerne som krydser hinanden på midten, danner en halvkugle, deraf kuppel. Teltet er populært på grund af sin simple konstruktion (minimum to krydsede buer), stabilitet og lette opsætning. Det kan efter samling i princippet stå selv, men bør fæstnes til grunden med pløkke eller andet, så det ikke blæser væk. Der kan være både yder- og indertelt, men nogle simple ekspeditionsmodeller til vinterklima har kun et lag, i åndbart materiale, for at spare vægt og modvirke kondensdannelse.
| Turisme | Spire Denne artikel om turisme er en spire som bør udbygges. Du er velkommen til at hjælpe Wikipedia ved at udvide den. |